# Jeffrey Schoep
Jeffrey Schoep (* 1974 in Montevideo) ist ein ehemaliger US-amerikanischer Neonazi und Ex-Führer des National Socialist Movement. Schoep hat seitdem seine rassistische Vergangenheit hinter sich gelassen und gab bekannt, dass er nun Anti-Extremismus-Kampagnen macht und Menschen beim Ausstieg aus der rechtsextremen Szene helfen will.

## Leben
In der vierten Klasse las Schoep nach eigenen Angaben Adolf Hitlers Mein Kampf. Er besuchte die Highschool in Clarkfield (Minnesota). Mit 19 Jahren trat er dem „National Socialist American Workers Freedom Movement“ bei, einer 1974 gegründeten Neonazi-Gruppe in South St. Paul. Die Gruppe wurde von den Aktivisten der in den 1960er-Jahren aktiven American Nazi Party, Robert Brannen und Cliff Herrington, gegründet. Die Organisation wurde als American Nazi Party bekannt. Schoep geriet in den 1990er Jahren mehrfach mit dem Gesetz in Konflikt, unter anderem wegen Verkehrsverstößen, Körperverletzung und Beihilfe zu einem Einbruch.

### National Socialist Movement
1994 übernahm Schoep das „National Socialist American Workers Freedom Movement“ und benannte es in „National Socialist Movement“ um. Er nahm Kontakt zu anderen Gruppen auf, unter anderem zum Ku-Klux-Klan, und schuf eine „NSM Skinhead Division“.
Unter seiner Führerschaft wuchs das NSM und wurde zu einer der aktivsten Nazi-Organisationen in den USA. Die Anhänger der White-Supremacist-Bewegung kritisierten das NSM häufig für ihre krude Propaganda und ihre Vorlieben für Nazi-Devotionalien. Nach Einschätzung des SPLC war der Erfolg Schoeps nicht nur in seiner Person begründet; Anfang der 2000er-Jahre verloren die großen Organisationen National Alliance und Aryan Nation sowie die World Church of the Creator (später Creativity Movement) an Einfluss, weil ihre Führer gestorben waren oder in Haft saßen.
Jeffery Schoep bezeichnet das NSM als „weiße Bürgerrechtsbewegung“. Er sagte 2011 laut Spiegel: „Wir fordern den Zusammenschluss aller Arier aufgrund des Selbstbestimmungsrechts der Völker zu einem Großreich.“ Auch dürften nur „arische Volksgenossen ... Staatsbürger“ sein. Schoep befürwortet eine räumliche Rassentrennung, bei der jede Rasse „ihr eigenes Land“ haben soll. Auch die „Schwarzen“ hätten ein Anrecht auf ein solches Land, auf keinen Fall sei die Ausrottung einer Rasse zu befürworten.
Als Anführer oder „Kommandeur“ des NSM war Schoep unter anderem in den TV-Dokumentationen 60 Minutes - The Murder of an American Nazi (Staffel 44, Episode 1) und Inside - American Nazis (Staffel 3, Episode 11) sowie dem Dokumentationsfilm The Endangered List von D. L. Hughley zu sehen.

### Internationale Verbindungen
Unter Schoeps Namen war über mehrere Jahre bis zu ihrer Abschaltung die Domain von Altermedia Deutschland registriert.